# Xhevdet Gela
Xhevdet Gela (Vučitrn, 14 de novembro de 1989), é um futebolista cossovano e finlandês que atua como meia. Atualmente, joga pelo FC Lahti no Campeonato Finlandês.